# Alutiiq (taal)
Alutiiq, Sugpiak, Sugpiaq, Sugcestun, Suk, Supik of Pacific Gulf Yupik is een Eskimotaal die gesproken wordt in Alaska. Alutiiq is nauw verwant aan Centraal-Alaska Yup’ik. De taal bestaat uit twee dialecten:
- Koniag of Kodiak Alutiiq: gesproken in het bovenste deel van Alaska-schiereiland en op Kodiak. Het werd ook gesproken op het eiland Afognak voor dit na de Goede Vrijdagaardbeving in 1964 verlaten werd. Het dialect wordt nog slechts door ongeveer 50 ouderen gesproken en loopt groot gevaar uit te sterven.
- Chugach Alutiiq: Gesproken op Kenai en Prince William Sound.

## Vergelijking tussen Koniag en Chugach Alutiiq
Vergelijking van cijfers:
| Koniag Alutiiq       | Chugach Alutiiq                                            | betekenis |
| -------------------- | ---------------------------------------------------------- | --------- |
| allringuq / allriluq | all’inguq (Chenega) allringuq (Nanwalek, Port Graham)      | 1         |
| mal’uk               | atel’ek (Chenega) malruk / mall’uk (Nanwalek, Port Graham) | 2         |
| pingayun             | pinga’an (Chenega) pingayun (Nanwalek, Port Graham)        | 3         |
| staaman              | staaman (Chenega, Nanwalek, Port Graham)                   | 4         |
| talliman             | talliman (Chenega, Nanwalek, Port Graham)                  | 5         |
| arwilgen             | arwinlen (Chenega) arwilgen (Nanwalek, Port Graham)        | 6         |
| mallrungin           | maquungwin (Chenega) mallruungin (Nanwalek, Port Graham)   | 7         |
| inglulgen            | inglulen (Chenega, Nanwalek, Port Graham)                  | 8         |
| qulnguyan            | qulnguan (Chenega, Nanwalek, Port Graham)                  | 9         |
| qulen                | qulen (Chenega, Nanwalek, Port Graham)                     | 10        |

Vergelijking van maandnamen:
| Koniag Alutiiq          | Chugach Alutiiq     | betekenis |
| ----------------------- | ------------------- | --------- |
| Cuqllirpaaq Iraluq      | .                   | Januari   |
| Nanicqaaq Iraluq        | Yaʼalungia’aq       | Februari  |
| Kaignasqaq Iraluq       | Ya’alullraaq        | Maart     |
| Uqna’isurt’sqaaq Iraluq | Saqulegciq          | April     |
| Nikllit Iraluat         | Maniit Ya’allua     | Mei       |
| Naut’staat Iraluat      | Iqallugciq          | Juni      |
| .                       | .                   | Juli      |
| Alaganat Iraluat        | Uksuam Ya’allua     | Augustus  |
| Qakiiyat Iraluat        | Alusastuam Ya’allua | September |
| Kakegllum Iralua        | .                   | Oktober   |
| Quyawim Iralua          | Kapkaanam Ya’allua  | November  |
| Qanim Iralua            | .                   | December  |